# Койца
Койца (словен. Kojca) — 1303-метрова гора в общині Церкно, Регіон Горішка, західна Словенія. Під горою розташовані поселення Буково, Єсениця. Нижче південно-східного схилу гори в Равне-при-Церкнем є печера Равне (словен. Ravenska jama), відома своїми арагонітовими геліктитами. 